# Ora de Kathmandu
Ora de Kathmandu a fost un fus orar aflat cu 5 ore și 40 minute înaintea UTC. Ora de Kathmandu a fost folosită în Nepal până în anul 1986. Ora exactă de Kathmandu este cu 5 ore 41 minute și 16 secunde înaintea UTC (85°19'E), așa că UTC+5:40 a fost doar o aproximație față de Ora Greenwich. Din 1986 ora standard în Nepal este UTC+5:45.